# New York Academy of Medicine

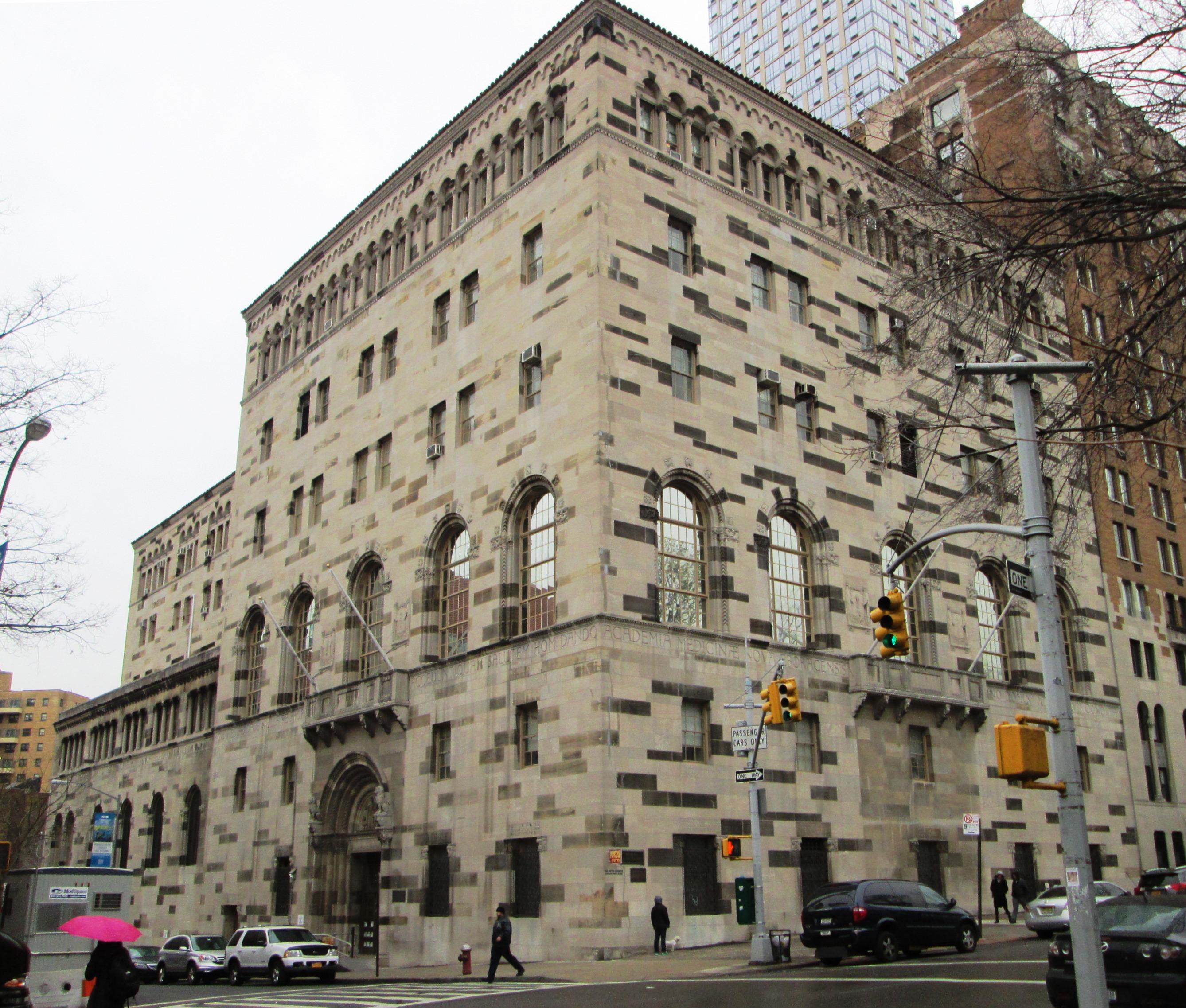
The New York Academy of Medicine (2013)

La New York Academy of Medicine (NYAM) fu fondata nel 1847 da un gruppo di medici dell'area metropolitana di New York, come voce della professione nell'esercizio della professione medica e nella riforma del sistema di salute pubblica. Presto l'accademia stabilì il Metropolitan Board of Health, la prima autorità moderna e municipale di salute pubblica negli Stati Uniti.